# Quách Thị Lan
Quách Thị Lan (Thanh Hóa, 18 oktober 1995) is een Vietnamees sprintster. Met de 400 meter horde als specialisatie won ze een zilveren medaille op de Southeast Asian Games (2013, 2015) en op de Asian Games (2017). 
Op de Olympische Zomerspelen van Tokio kwam ze tot de halve finale van de 400 meter horde. 
Een jaar daarna nam ze op deze afstand deel aan de WK atletiek. 
Haar broer Quách Công Lịch is ook atleet.